# Список послов России в Малави
В статье представлен список послов России в Малави.
- 2 ноября 1993 года — установлены дипломатические отношения без учреждения посольств. Российские интересы в Малави представляет посольство России в Зимбабве.

## Список послов
| Срок полномочий                    | Посол                             | Годы жизни | Вручение верительных грамот | Комментарии         |
| ---------------------------------- | --------------------------------- | ---------- | --------------------------- | ------------------- |
| 30 ноября 1994 — 8 августа 1996    | Юрий Алекссевич Юкалов            | 1932—2003  |                             | По совместительству |
| 8 августа 1996 — 24 июля 2001      | Леонид Алексеевич Сафонов         | 1947—2019  |                             | По совместительству |
| 19 октября 2001 — 14 сентября 2007 | Олег Николаевич Щербак            | род. 1950  |                             | По совместительству |
| 6 февраля 2008 — 15 декабря 2010   | Сергей Николаевич Крюков          | 1960—2019  |                             | По совместительству |
| 15 декабря 2010 — 8 марта 2012     | Андрей Анатольевич Кушаков        | 1952—2012  |                             | По совместительству |
| 26 марта 2013 — 26 июня 2019       | Сергей Викторович Бахарев         | 1961—2019  | 13 августа 2013             | По совместительству |
| 1 августа 2019 — наст. время       | Николай Владимирович Красильников | род. 1967  | 7 января 2020               | По совместительству |